# 亚伯拉罕·布卢马特
亚伯拉罕·科内利松·布卢马特（荷蘭語：Abraham Cornelisz. Bloemaert；1566年12月25日—1651年1月27日）是一位荷兰画家，最初走风格主义路线，后来转为巴洛克画家，主要画历史画和风景画。他教过费迪南德·波尔等许多学生。

## 生平

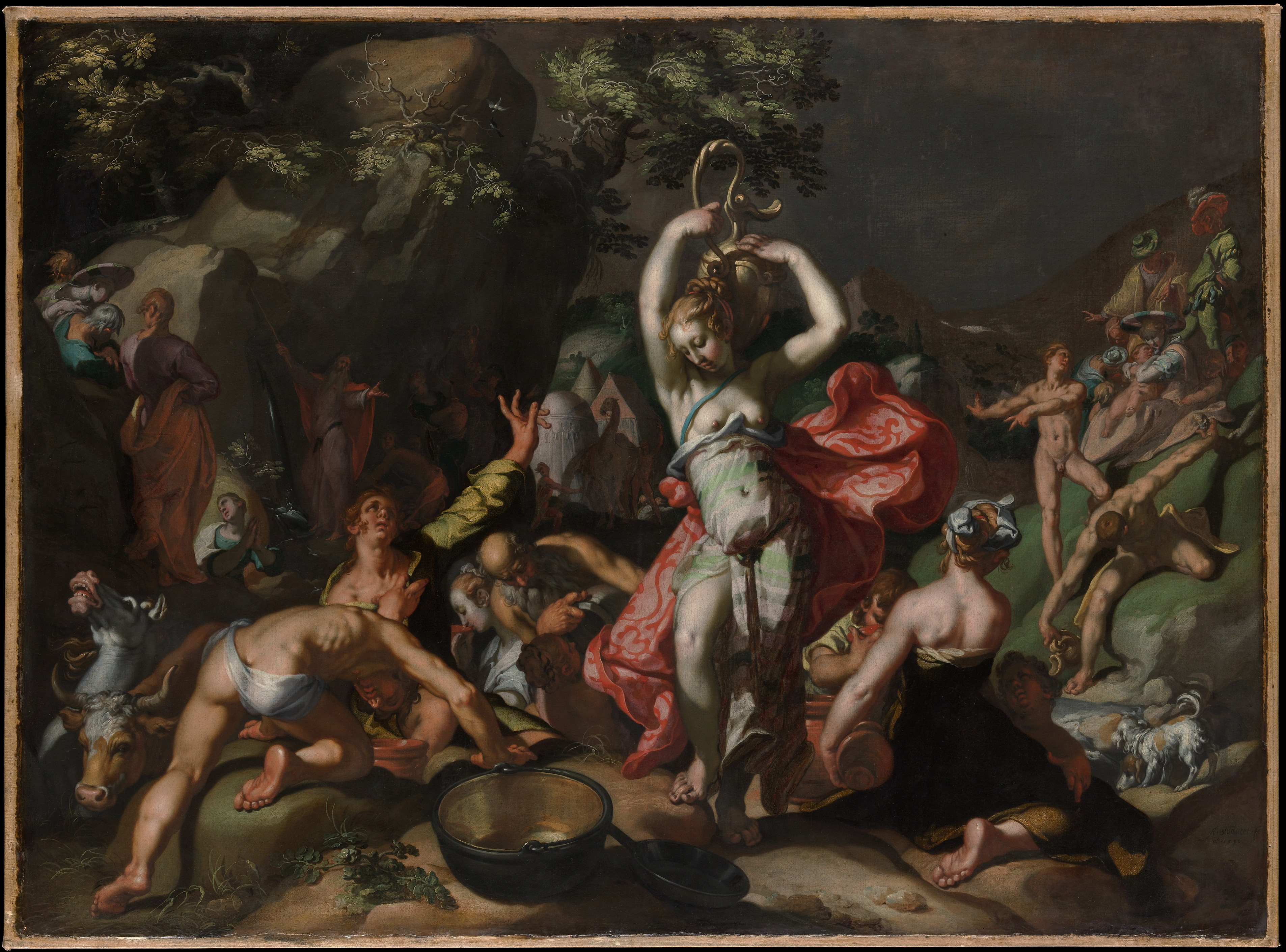
《摩西击打岩石》，亚伯拉罕·布卢马特，1596年

布卢马特出生于哈布斯堡尼德兰的霍尔克姆，是建筑师科内利斯·布卢马特一世之子。其父于1575年举家迁往乌得勒支，在那里，亚伯拉罕受教于赫里特·斯普林特（Gerrit Splinter）和约斯·德贝尔。他于1581年至1583年在巴黎度过了三年，在让·巴索（Jean Bassot）手下学习了六个星期，后又师从埃里大师（Maitre Herry）、希耶罗尼默斯·弗兰肯。
他的父亲于1591年成为阿姆斯特丹市建筑师 (Stads-bouwmeester) ，他随父亲前往阿姆斯特丹，其父于1593年去世后又返回乌得勒支，并建立了自己的画室。1594年，他成为扎德拉尔行会（Zadelaarsgilde）会长。
1611年，他与另外两位乌得勒支画家约阿希姆·于特瓦尔和保卢斯·莫雷尔瑟一起，成为乌得勒支圣路加行会的创始人，1618年成为副会长。